# Liste der Naturdenkmale in Rostock
Die Liste der Naturdenkmale in Rostock nennt die Naturdenkmale in der Hansestadt Rostock in Mecklenburg-Vorpommern. Naturdenkmale sind Einzelschöpfungen der Natur oder kleine Flächen bis maximal 5 ha Größe, die wegen ihrer Seltenheit, Eigenart oder Schönheit geschützt sind. Aufgrund des Reichsnaturschutzgesetzes oder des Landeskulturgesetzes der DDR geschützte Naturdenkmale sind in das deutsche Recht übergeleitet worden.

## Naturdenkmale
In Rostock gab es im November 2018 diese Naturdenkmale.
| Bild            | Nr. | Bezeichnung                                      | Standort                                                                         | Beschreibung | Schutzzweck | Verordnung         |
| --------------- | --- | ------------------------------------------------ | -------------------------------------------------------------------------------- | --- | ----------- | ------------------ |
| BW              | 1   | Verwilderter Kultur-Apfel                        | Seebad Diedrichshagen (54° 10′ 31″ N, 12° 0′ 55,9″ O)                            | |             | 8. Dezember 1999   |
| Fotos hochladen | 2   | Sommer-Linde                                     | Seebad Warnemünde Querstr. III 1 (54° 10′ 38,3″ N, 12° 5′ 15″ O)                 | Mächtige Sommer-Linde, die mit alten Häusern eine besondere Zusammenstellung bildet.                             |             | 8. Dezember 1999   |
| Fotos hochladen | 3   | Gemeine Rosskastanie                             | Seebad Warnemünde Alexandrinenstr. 107 (54° 10′ 41,9″ N, 12° 5′ 12″ O)           | |             | 8. Dezember 1999   |
| BW              | 5   | Esskastanie                                      | Gartenstadt/Stadtweide Barnstorfer Ring (54° 4′ 49″ N, 12° 5′ 1,7″ O)            | |             | 8. Dezember 1999   |
| Fotos hochladen | 6   | Gemeine Rosskastanie                             | Stadtmitte Am Güterbahnhof 4 (54° 5′ 0,3″ N, 12° 8′ 38,8″ O)                     | |             | 8. Dezember 1999   |
| Fotos hochladen | 7   | Stiel-Eiche „Jahn-Eiche“                         | Gartenstadt/Stadtweide Tiergartenallee (54° 4′ 47,9″ N, 12° 5′ 27,8″ O)          | |             | 8. Dezember 1996   |
| Fotos hochladen | 8   | Mammutbaum                                       | Gartenstadt/Stadtweide Tiergartenallee 10 (54° 4′ 46,7″ N, 12° 5′ 19,6″ O)       | Riesenmammutbaum am Kassenhaus des Zoo Rostock                                                                   |             | 8. Dezember 1999   |
| Fotos hochladen | 10  | Mammutbaum                                       | Hansaviertel Trotzenburger Weg 14 (54° 5′ 0,8″ N, 12° 5′ 26,8″ O)                | Auf dem Hof des FC-Hansa-Clubhauses                                                                              |             | 8. Dezember 1999   |
| BW              | 11  | Weiße Maulbeere                                  | Hansaviertel Voßstr. 35 (54° 4′ 44,2″ N, 12° 6′ 6,6″ O)                          | Seit Anfang 2024 bis auf geringe Reste abgeholzt                                                                 |             | 8. Dezember 1999   |
| Fotos hochladen | 14  | Hänge-Buche                                      | Kröpeliner-Tor-Vorstadt (54° 4′ 57,1″ N, 12° 7′ 0,9″ O)                          | |             | 8. Dezember 1999   |
| Fotos hochladen | 15  | Gelbe Pavie                                      | Kröpeliner-Tor-Vorstadt Wismarsche Str. 33 (54° 5′ 6,4″ N, 12° 7′ 4,8″ O)        | Alter Friedhof Rostock Gelbe Pavie (?)                                                                           |             | 8. Dezember 1999   |
| BW              | 17  | Europäische Lärche                               | Kröpeliner-Tor-Vorstadt (54° 4′ 57,8″ N, 12° 7′ 12,8″ O)                         | |             | 8. Dezember 1999   |
| Fotos hochladen | 18  | Stiel-Eiche                                      | Kröpeliner-Tor-Vorstadt Bei den Polizeigärten 8 (54° 4′ 58,8″ N, 12° 7′ 19,9″ O) | |             | 8. Dezember 1999   |
| Fotos hochladen | 19  | Hainbuche                                        | Stadtmitte Am Güterbahnhof 5 (54° 5′ 0,4″ N, 12° 8′ 38,3″ O)                     | |             | 8. Dezember 1999   |
| Fotos hochladen | 20  | Stiel-Eiche                                      | Stadtmitte Hermannstr. 13a (54° 4′ 52,9″ N, 12° 8′ 9,2″ O)                       | |             | 8. Dezember 1999   |
| Fotos hochladen | 21  | Elsbeere                                         | Stadtmitte (54° 5′ 9,9″ N, 12° 8′ 0,7″ O)                                        | |             | 8. Dezember 1999   |
| Fotos hochladen | 22  | Bastard-Platane                                  | Stadtmitte (54° 5′ 11,3″ N, 12° 7′ 57,1″ O)                                      | |             | 8. Dezember 1999   |
| Fotos hochladen | 23  | Sommer-Linde (4 Exemplare)                       | Stadtmitte Klosterhof 7 (54° 5′ 14,5″ N, 12° 7′ 58,4″ O)                         | seit ca. 2020 nur noch 3 Exemplare vorhanden                                                                     |             | 8. Dezember 1999   |
| Fotos hochladen | 24  | Stiel-Eiche „Friedenseiche“                      | Stadtmitte Steinstr. 1 (54° 5′ 10,5″ N, 12° 8′ 26,3″ O)                          | Zustand seit 2017 durch Leberpilzbefall und Braunfäule gefährdet                                                 |             | 8. Dezember 1999   |
| Fotos hochladen | 25  | Blut-Buche                                       | Stadtmitte August-Bebel-Str. (54° 5′ 9,4″ N, 12° 8′ 24,9″ O)                     | |             | 8. Dezember 1999   |
| Fotos hochladen | 26  | Efeu                                             | Stadtmitte Hinter der Mauer 1 (54° 5′ 11,9″ N, 12° 8′ 33,9″ O)                   | |             | 8. Dezember 1999   |
| BW              | 27  | Zweizeilige Sumpfzypresse                        | Brinckmansdorf Tessiner Straße (54° 4′ 51,4″ N, 12° 9′ 43,5″ O)                  | |             | 8. Dezember 1999   |
| BW              | 28  | Kaukasische Flügelnuss (Gruppe aus 7 Exemplaren) | Brinckmansdorf Tessiner Straße (54° 4′ 51,1″ N, 12° 9′ 46,3″ O)                  | |             | 8. Dezember 1999   |
| BW              | 29  | Vogel-Kirsche                                    | Brinckmansdorf Modersohn-Becker-Weg (54° 4′ 47,8″ N, 12° 10′ 42,5″ O)            | |             | 8. Dezember 1999   |
| Fotos hochladen | 32  | Flatter-Ulme                                     | Gehlsdorf Fährstr. 24 (54° 5′ 59,7″ N, 12° 7′ 19″ O)                             | |             | 8. Dezember 1999   |
| Fotos hochladen | 33  | Schwarz-Pappel                                   | Gehlsdorf Uferpromenade (54° 5′ 58,2″ N, 12° 6′ 54,4″ O)                         | |             | 8. Dezember 1999   |
| BW              | 34  | Feld-Ahorn                                       | Nienhagen (54° 9′ 19,1″ N, 12° 10′ 44,9″ O)                                      | |             | 13. September 2000 |
| Fotos hochladen | 35  | Blut-Buche                                       | Stadtmitte August-Bebel-Str. 13 (54° 5′ 8,2″ N, 12° 8′ 12,5″ O)                  | |             | 19. September 2001 |
| Fotos hochladen | 36  | Schlitzblättrige Buche                           | Gehlsdorf (54° 6′ 6,5″ N, 12° 8′ 0,7″ O)                                         | |             | 29. Oktober 2003   |
| BW              | 37  | Tulpenbaum                                       | Gehlsdorf (54° 6′ 3,1″ N, 12° 8′ 1,5″ O)                                         | |             | 29. Oktober 2003   |
| Fotos hochladen | 38  | Blut-Buche                                       | Seebad Warnemünde Am Bahnhof 15 (54° 10′ 33″ N, 12° 5′ 24,5″ O)                  | |             | 21. April 2010     |
| Fotos hochladen |     | Rot-Buche (2 Exemplare)                          | Kröpeliner-Tor-Vorstadt Ulmenstr. 45c (54° 5′ 18,1″ N, 12° 6′ 30,1″ O)           | Zwei besonders stattliche, die Grünanlage prägende Exemplare, die einen gemeinsamen Kronenmantel gebildet haben. |             | 7. Juni 2018       |
| BW              | 102 | Chinesische Birke                                | Gartenstadt/Stadtweide Buchenweg 5 (54° 3′ 43″ N, 12° 4′ 0,1″ O)                 | |             | 18. Juni 1981      |
| BW              | 103 | Sommer-Linde                                     | Biestow Am Dorfteich 13a (54° 3′ 41,5″ N, 12° 6′ 10,9″ O)                        | |             | 18. Juni 1981      |
| BW              | 107 | Gemeine Esche                                    | Stadtmitte St.-Georg-Str. 17 (54° 4′ 52,9″ N, 12° 8′ 4,2″ O)                     | |             | 18. Juni 1981      |
| BW              | 108 | Europäische Eibe                                 | Brinckmansdorf Tessiner Str. 7 (54° 4′ 53,9″ N, 12° 9′ 38,5″ O)                  | |             | 18. Juni 1981      |
| BW              | 109 | Ginkgo                                           | Brinckmansdorf Tessiner Str. 2a (54° 4′ 53,9″ N, 12° 9′ 35,4″ O)                 | |             | 18. Juni 1981      |
| BW              | 110 | Gemeine Rosskastanie                             | Brinckmansdorf Zur Carbäk 1 (54° 5′ 43,8″ N, 12° 10′ 41,3″ O)                    | |             | 18. Juni 1981      |
| BW              | 111 | Stiel-Eiche                                      | Toitenwinkel Lindenallee 8c (54° 7′ 7,1″ N, 12° 8′ 16,6″ O)                      | |             | 18. Juni 1981      |
| BW              | 114 | Stieleichen mit Hecke                            | Lütten Klein (54° 8′ 30,4″ N, 12° 3′ 40,9″ O)                                    | |             | 18. Juni 1981      |
| BW              | 201 | Findling                                         | Gehlsdorf Ballastweg 4 (54° 5′ 46,4″ N, 12° 7′ 17,4″ O)                          | |             | 16. August 1939    |
| BW              | 202 | Schnatermannstein                                | Stuthof (54° 10′ 12,4″ N, 12° 8′ 7,1″ O)                                         | |             | 25. Oktober 1996   |

## Flächennaturdenkmale
| Bild | Nr.       | Bezeichnung                             | Standort                           | Beschreibung    | Schutzzweck | Verordnung |
| ---- | --------- | --------------------------------------- | ---------------------------------- | --------------- | ----------- | ---------- |
| BW   | fnd hro 2 | Sandacker am Hinrichshäger Schinkenkrug | (54° 11′ 11,1″ N, 12° 12′ 22,5″ O) | Fläche 0,93 ha. |             | 1990       |